# Етернітас

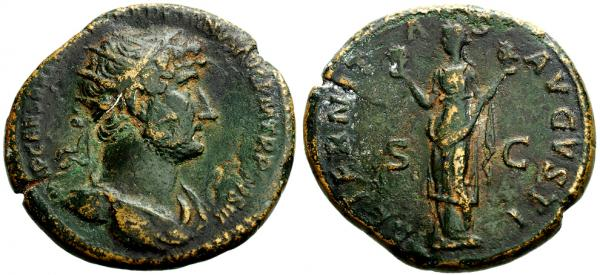
Дупондій Адріана. На реверсі зображена Етернітас з сонцем та місяцем в руках. Напис AETERNITASAVGVSTI

Етернітас, що тримає фенікса на реверсі монети антонініану Требоніана Галла

Етернітас (лат. Aeternitas — вічність) — римська богиня, уособлення вічності. Близька за характеристиками грецькому Еону, проте на відміну від нього пов'язана з тривалістю політичного панування. Через це зображалася на монетах Римської імперії. За міфологією Етернітас — донька Юпітера.

## Зображення
Часто зустрічається на римських монетах у вигляді жінки, яка стоїть або сидить, з різними атрибутами, що символізують вічність, нескінченність, безсмертя, безперервність часу. Серед цих атрибутів зазначаються такі: небокрай у вигляді кулі з небесними тілами (сонце, місяць, зірки); знаки величі та влади (жезл); лев або слон як довговічні тварини; фенікс, який відроджується з попелу; змія, що кусає свій хвіст (уроборос); чаша, смолоскип, тощо. На монетах супроводжується написами лат. AETERNITAS, AETERNITAS AUGUSTI, AETERNITAS IMPERII, AETERNITAS POPULI ROMANI.

## Символізм
Символізує вічну владу Римської імперії, а також вічну пам'ять покійних та обожнених членів імператорської родини.

## Термін
Крім того, етернітас — термін латинської та середньовічної філософії, володіння всією повнотою буття без початку та кінця. "Наше «тепер» ніби біжить і тим самим створює час і безперестанність (лат. sempiternitas), а божественне «тепер» — постійне, нерухоме, стійке — створює вічність (лат. aeternitas) ". «Вічність світу, згідно з середньовічним уявленням, тобто не етернітас, а семпітернітас (етернітас властива лише Богу), тобто являє собою безмежну тривалість».
На честь Етернітас названий астероїд 446 Етернітас.